# Agriopis
Agriopis is een geslacht van nachtvlinders uit de familie van de spanners (Geometridae).

## Soorten
- Agriopis aurantiaria (Najaarsspanner) - (Hübner, 1799)
- Agriopis bajaria (Denis & Schiffermüller, 1775)
- Agriopis beschkovi Ganev, 1987
- Agriopis dira (Butler, 1878)
- Agriopis erectaria (Püngeler, 1908)
- Agriopis japonensis (Warren, 1894)
- Agriopis leucophaearia (Kleine voorjaarsspanner) - (Denis & Schiffermüller, 1775)
- Agriopis marginaria (Grote voorjaarsspanner) - (Fabricius, 1776)